# Arena Football League 2001
Die Arena-Football-League-Saison 2001 war die 15. Saison der Arena Football League (AFL). Ligameister wurden die Grand Rapids Rampage, die die Nashville Kats im ArenaBowl XV bezwangen.

## Teilnehmende Mannschaften
| Anzahl Mannschaften | 19 |
| ------------------- | --- |
| Neu in der Liga     | New York Dragons, Toronto Phantoms, New Jersey Gladiators, Indiana Firebirds, Detroit Fury, Chicago Rush |
| Ausgeschieden       | Albany Firebirds, New England Sea Wolves, Iowa Barnstormers, New Jersey Red Dogs                         |

## Regular Season
| Team                   | Overall | Overall | Overall |
| Team                   | S       | N       | SQ      |
| ---------------------- | ------- | ------- | ------- |
| National Conference    |         |         |         |
| Eastern Division       |         |         |         |
| x-Toronto Phantoms     | 8       | 6       | 0.571   |
| y-New York Dragons     | 8       | 6       | 0.571   |
| y-Carolina Cobras      | 7       | 7       | 0.500   |
| Buffalo Destroyers     | 6       | 8       | 0.429   |
| New Jersey Gladiators  | 2       | 12      | 0.143   |
| Southern Division      |         |         |         |
| x-Nashville Kats       | 10      | 4       | 0.714   |
| y-Tampa Bay Storm      | 10      | 4       | 0.714   |
| y-Orlando Predators    | 8       | 6       | 0.571   |
| Florida Bobcats        | 6       | 8       | 0.429   |
| American Conference    |         |         |         |
| Central Division       |         |         |         |
| x-Grand Rapids Rampage | 11      | 3       | 0.786   |
| y-Indiana Firebirds    | 9       | 5       | 0.643   |
| y-Detroit Fury         | 7       | 7       | 0.500   |
| y-Chicago Rush         | 7       | 7       | 0.500   |
| Milwaukee Mustangs     | 3       | 11      | 0.214   |
| Western Division       |         |         |         |
| x-San Jose SaberCats   | 10      | 4       | 0.714   |
| y-Arizona Rattlers     | 8       | 6       | 0.571   |
| Los Angeles Avengers   | 5       | 9       | 0.357   |
| Oklahoma Wranglers     | 5       | 9       | 0.357   |
| Houston Thunderbears   | 3       | 11      | 0.214   |

Legende:
| Siege              | Niederlagen           | Unentschieden      | SQ gewonnene Spiele (relativ) |
| P+ gemachte Punkte | P- gegnerische Punkte | x = Division Titel | y = Playoffs erreicht         |

## Playoffs
|  | Wild Card Round | Wild Card Round |         |           | Viertelfinale | Viertelfinale |    |  | Halbfinale | Halbfinale |  |  | ArenaBowl XV | ArenaBowl XV |
|  |                 |                 |         |           |               |               |    |  |            |            |  |  |              |              |
|  |                 |                 |         |           |               |               |    |  |            |            |  |  |              |              |
|  |                 |                 |         |           |               |               |    |  |            |            |  |  |              |              |
|  | Grand Rapids    | 53              |         |           |               |               |    |  |            |            |  |  |              |              |
|  | Grand Rapids    | 53              | Orlando | 26        |               |               |    |  |            |            |  |  |              |              |
|  |                 | Chicago         | Orlando | 26        | 21            |               |    |  |            |            |  |  |              |              |
|  | Chicago         | Chicago         | 41      |           | 21            | Grand Rapids  | 83 |  |            |            |  |  |              |              |
|  | Chicago         |                 | 41      |           |               | Grand Rapids  | 83 |  |            |            |  |  |              |              |
|  |                 |                 |         | Indiana   | 70            |               |    |  |            |            |  |  |              |              |
|  | Tampa Bay       | 31              |         | Indiana   | 70            |               |    |  |            |            |  |  |              |              |
|  | Tampa Bay       | 31              | Indiana | 58        |               |               |    |  |            |            |  |  |              |              |
|  |                 | Indiana         | Indiana | 58        | 68            |               |    |  |            |            |  |  |              |              |
|  | Carolina        | Indiana         | 41      |           | 68            | Grand Rapids  | 64 |  |            |            |  |  |              |              |
|  | Carolina        |                 | 41      |           |               | Grand Rapids  | 64 |  |            |            |  |  |              |              |
|  |                 |                 |         | Nashville | 42            |               |    |  |            |            |  |  |              |              |
|  | Nashville       | 45              |         | Nashville | 42            |               |    |  |            |            |  |  |              |              |
|  | Nashville       | 45              | Toronto | 64        |               |               |    |  |            |            |  |  |              |              |
|  |                 | Toronto         | Toronto | 64        | 38            |               |    |  |            |            |  |  |              |              |
|  | New York        | Toronto         | 57      |           | 38            | Nashville     | 71 |  |            |            |  |  |              |              |
|  | New York        |                 | 57      |           |               | Nashville     | 71 |  |            |            |  |  |              |              |
|  |                 |                 |         | San Jose  | 47            |               |    |  |            |            |  |  |              |              |
|  | San Jose        | 68              |         | San Jose  | 47            |               |    |  |            |            |  |  |              |              |
|  | San Jose        | 68              | Arizona | 52        |               |               |    |  |            |            |  |  |              |              |
|  |                 | Arizona         | Arizona | 52        | 49            |               |    |  |            |            |  |  |              |              |
|  | Detroit         | Arizona         | 44      |           | 49            |               |    |  |            |            |  |  |              |              |
|  | Detroit         |                 | 44      |           |               |               |    |  |            |            |  |  |              |              |

### ArenaBowl XV
Der ArenaBowl XV wurde am 19. August 2001 in der Van Andel Arena in Grand Rapids, Michigan ausgetragen. Das Spiel verfolgten 11.217 Zuschauer.
ArenaBowl MVP wurde Terrill Shaw (Grand Rapids Rampage)

## Regular Season Awards
| Award                | Gewinner      | Position                     | Team                 |
| -------------------- | ------------- | ---------------------------- | -------------------- |
| Most Valuable Player | Terrill Shaw  | Quarterback                  | Grand Rapids Rampage |
| Ironman of the Year  | Dameon Porter | Wide Receiver/Defensive Back | Chicago Rush         |
| Coach of the Year    | Michae Trigg  | Coach                        | Grand Rapids Rampage |

## Zuschauertabelle
| Team                  | Zuschauerschnitt |
| --------------------- | ---------------- |
| Arizona Rattlers      | 12.752           |
| Buffalo Destroyers    | 8.026            |
| Carolina Cobras       | 11.935           |
| Chicago Rush          | 8.474            |
| Detroit Fury          | 9.080            |
| Florida Bobcats       | 2.367            |
| Grand Rapids Rampage  | 8.556            |
| Houston ThunderBears  | n/a              |
| Indiana Firebirds     | 11.003           |
| Los Angeles Avengers  | 7.652            |
| Milwaukee Mustangs    | 10.138           |
| Nashville Kats        | 10.729           |
| New Jersey Gladiators | 3.312            |
| New York Dragons      | 9.550            |
| Oklahoma Wranglers    | 8.032            |
| Orlando Predators     | 12.496           |
| San Jose SaberCats    | 14.152           |
| Tampa Bay Storm       | 13.957           |
| Toronto Phantoms      | 6.921            |
| Ligadurchschnitt      | 9.188            |